# Alan J. Dixon
Alan John Dixon, född 7 juli 1927 i Belleville i Illinois, död 6 juli 2014 i Fairview Heights i Illinois, var en amerikansk demokratisk politiker. Han representerade delstaten Illinois i USA:s senat 1981–1993.
Dixon tjänstgjorde 1945 i USA:s flotta och avlade 1949 juristexamen vid Washington University School of Law i Saint Louis.
Dixon var delstatens finansminister (Illinois State Treasurer) 1971–1977 och delstatens statssekreterare (Illinois Secretary of State) 1977–1981. Dixon besegrade viceguvernören Dave O'Neal i senatsvalet 1980 med 56% av rösterna mot 42,5% för O'Neal. Sex år senare omvaldes han mot republikanen Judy Koehler. Carol Moseley Braun vann sedan mot Dixon i demokraternas primärval inför senatsvalet 1992.